# Гражданство Кипра
Гражданство Кипра (греч. Κυπριακή υπηκοότητα, тур. Kıbrıs vatandaşı) — устойчивая правовая связь физического лица с Республикой Кипр, выражающаяся в совокупности их взаимных прав и обязанностей. Гражданство основано на принципе jus sanguinis, допускается натурализация и множественное гражданство. Граждане Республики Кипр одновременно имеют гражданство Европейского Союза.

## Основные положения
Процессы и процедуры приобретения гражданства Кипра, отказа от гражданства и лишения гражданства регулирует Статья 14 Конституции Республики Кипр 1967 года и «Закон о гражданстве Республики Кипр» 1967 года. Законодательные акты не содержат положений об автоматической утрате гражданства..

## Приобретение гражданства Кипра
Гражданство Республики Кипр приобретается ребёнком, если хотя бы один из родителей является гражданином Кипра, либо путем натурализации.

### По рождению
Лица, родившиеся 16 августа 1960 года и позже и имеющие, по крайней мере, одного родителя гражданина Кипра автоматически приобретают кипрское гражданство.
Лица, рождённые за границей Республики Кипр в период с 16 августа 1960 г. по 31 декабря 1999 и имеющие мать кипрского происхождения, не становятся гражданами Кипра автоматически, но могут быть зарегистрированы в качестве таковых по достижении ими 21 года.

### Натурализация

#### Общие положения
В соответствии с разделом 111 Закона 141(I) от 2002 года, Министерство Внутренних Дел Кипра может выдать сертификат о получении гражданства иностранному гражданину, достигшему совершеннолетия и полной дееспособности. Лицо, которому выдается свидетельство, становится гражданином (гражданкой) Кипра путем натурализации с момента выдачи сертификата.
Натурализация возможна в следующих случаях:
- Легальное проживание на территории Республики Кипр в течение семи лет, в том числе непрерывно в течение года перед подачей заявления.
- Брак с гражданином Кипра в течение трех лет, из которых не менее двух лет соискатель легально находился на территории Республики Кипр[5].
- Кипрское происхождение заявителя.
- Особые заслуги перед Республикой Кипр (в том числе инвестиционное гражданство)

#### Инвестиционное гражданство
Кипр был одной из нескольких европейских стран (наряду с Австрией, Мальтой и Черногорией), допускавших ускоренное предоставление гражданства за инвестиции в экономику страны («золотой паспорт»).
Существовало несколько типов инвестиций, дававших право на получения гражданства:
- Не менее 2 000 000 евро в покупку жилой или коммерческой недвижимости (либо 2,5 миллиона, если недвижимость уже участвовала в программе).
- Не менее 2 000 000 в покупку, создание или участие в предприятиях или компаниях, которые фактически находятся и осуществляют активную деятельность на Кипре и трудоустраивают не менее пяти граждан Кипра.
- Не менее 2 000 000 евро в альтернативные инвестиционные фонды или финансовые активы кипрских предприятий или организаций, имеющих лицензию Комиссии по ценным бумагам и биржам.
- Сочетание вариантов

Дополнительно заявитель должен был сделать благотворительные взнос в размере EUR 75 000 евро в Кипрский фонд содействия научным исследованиям и 75 000 евро в Кипрскую корпорацию земельного развития. Инвестиции должны быть сохранены в течение не менее 5 лет с даты натурализации.
В 2018 году правительство Кипра под давлением Европейского Союза ужесточило требования к участникам и в 2019 году провело кампанию по проверке заявителей, получивших гражданство по старым правилам.
В октябре 2020 года было объявлено об отмене программы предоставления гражданства в обмен на инвестиции в текущем виде с 1 ноября 2020 года.
В апреле 2022 года Кипр начал процесс лишения гражданства, ранее предоставленного российским гражданам.

## Свобода передвижения граждан Кипра
По данным на январь 2020 года граждане Республики Кипр имеют право свободного въезда (без получения визы или с получением визы по прибытии) в 174 страны мира, в том числе право свободного перемещения в границах Европейского Союза. Паспорт Кипра занимает 16 место в Индексе паспортов, публикуемом консалтинговой компанией Henley & Partners совместно с ИАТА.
Гражданам Республики Кипр для посещения Российской Федерации требуется электронная виза.